# コカアルカロイド
コカアルカロイド（Coca alkaloid）とは、コカノキ(Erythroxylum coca)に含まれるアルカロイドの総称である。すなわち、全て天然に存在する化合物である。ピロリジン型とトロパン型が大部分を占めている。

## トロパン型のアルカロイド
- ベンゾイルエクゴニン
- コカイン
- エクゴニジン
- エクゴニン
- ヒドロキシトロパコカイン
- シンナモイルコカイン（メチルエクゴニン桂皮酸エステル）
- トロパコカイン
- トルキシリン

## ピロリジン型のアルカロイド
- クスコヒグリン
- ジヒドロクスコヒグリン
- ヒグリン
- ニコチン